# Kościół Zesłania Ducha Świętego w Dąbrowie Górniczej
Kościół Zesłania Ducha Świętego – rzymskokatolicki kościół parafialny należący do dekanatu dąbrowskiego – Najświętszego Serca Pana Jezusa w diecezji sosnowieckiej. Znajduje się w Ząbkowicach – dzielnicy Dąbrowy Górniczej.
Świątynia została wzniesiona jako filialna należąca do parafii pod wezwaniem św. Antoniego z Padwy w Gołonogu w latach 1902-1905  lub w latach 1905-1907 (informacja o tym znajduje się w opisie kościołów księdza Jana Wiśniewskiego). Pobłogosławiona została w dniu 16 grudnia 1905 roku przez księdza Franciszka Plenkiewicza. Okazała trzynawowa budowla reprezentująca styl neogotycki, posiadająca układ bazylikowy, w 1934 roku otrzymała okazałą wieżę. Uroczyście została poświęcona (konsekrowana) w dniu 21 października 1956 roku przez biskupa częstochowskiego Zdzisława Golińskiego.
We wnętrzu znajduje się m.in. dekoracja malarska i snycerska w stylu neogotyckim.